# Ordre du mérite militaire (Canada)
Pour les articles homonymes, voir Ordre du Mérite militaire.
L'Ordre du mérite militaire est une haute distinction canadienne établie en 1972. Cette distinction est remise aux membres des Forces militaires canadiennes ayant fait preuve d'un dévouement et d'une assiduité bien au-delà de ce que le devoir leur commandait.

## Description
La médaille est une croix pattée droite de couleur bleu-émail. Elle est bordée d'or et porte au centre un anneau rouge avec l'inscription « MERIT MÉRITE CANADA », le tout surmonté de la couronne de St-Édouard.
L’insigne est suspendu autour du cou à un ruban bleu de 1,5 po de large aux bords dorés de 0,187 5 po. L'insigne boutonnière, une croix bleue avec une feuille d'érable rouge, est porté sur le ruban de petite tenue. Les promotions dans l'ordre sont désignées par le port de l'insigne boutonnière du grade actuel et des grades antérieurs sur le même ruban.
La devise de l'ordre est Officium ante commodum, ce qui signifie « le service avant soi ».
Le design est une création de M. Bruce Beatty.

## Grades et préséance
L'Ordre du mérite militaire comprend trois grades :
Le grade conféré au récipiendaire dépend de son niveau de responsabilité. Le roi Charles III est souverain de l'ordre, la gouverneure générale Mary Simon en est la chancelière et commandeure enfin, le commandeur principal est le chef d'état-major de la défense du Canada.
| Commandeur | CMM |  | Service méritoire hors du commun et démonstration de leadership dans l'exercice de grandes responsabilités. | Membre de l'Ordre du Canada (CM)              | Commandeur de l'Ordre du mérite des corps policiers (COM) |
| Officier   | OMM |  | Service méritoire hors du commun dans l'exercice de responsabilités.                                        | Commandeur de l'ordre royal de Victoria (CVO) | Officier de l'ordre du mérite des corps policiers (OOM)   |
| Membre     | MMM |  | Service exceptionnel dans l'exercice de son devoir                                                          | Lieutenant de l'ordre royal de Victoria (LVO) | Membre de l'Ordre du mérite des corps policiers (MOM)     |

## Admissibilité
Le nombre de membres admis représente 0,1 % de tous les membres des Forces canadiennes. De ce nombre, 6 % sont commandeurs, 30 % sont officiers et 64 % sont membres. Les nominations sont faites par les commandants des forces et sont évaluées une fois par an. C'est le gouverneur général qui remet la distinction lors d'une cérémonie à Rideau Hall.

## Membres de l'Ordre

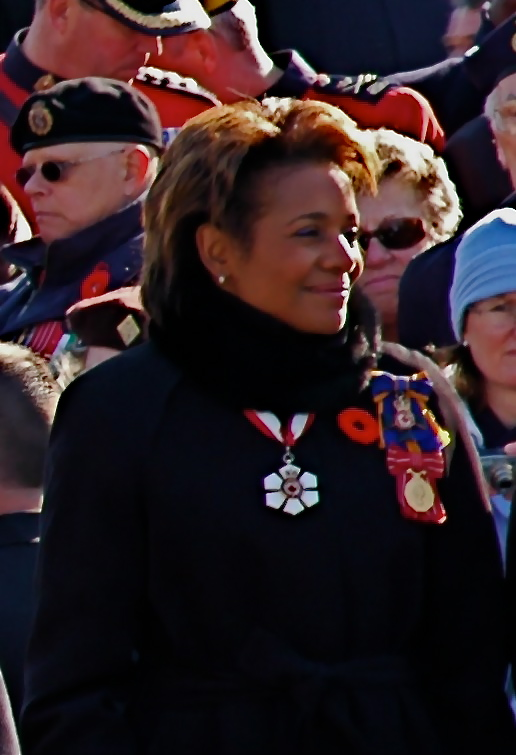
La gouverneur générale Michaëlle Jean portant l'insigne de la médaille de l'Ordre du mérite militaire comme broche sur son épaule gauche lors des cérémonies du jour du Souvenir à Ottawa en 2007

L'ordre comprend 3 639 membres. La reine Élisabeth II, reine du Canada fut souveraine fondatrice de l’Ordre du mérite militaire.
Chanceliers
- Daniel Roland Michener, P.C., C.C., C.M.M., C.D., Q.C., 1972-1974
- Jules Léger, c.p., C.C., C.M.M., C.D., 1974-1980
- Edward Richard Schreyer, P.C., C.C., C.M.M., C.D., 1980-1985
- Jeanne Mathilde Sauvé, c.p., C.C., C.M.M., C.D., 1985-1990
- Ramon John Hnatyshyn, P.C., C.C., C.M.M., C.D., Q.C., 1990-1995
- Roméo Leblanc, c.p., C.C., C.M.M., C.D., 1995-1999
- Adrienne Clarkson, C.C., C.M.M., C.O.M., C.D., 1999-2005
- Michaëlle Jean, CC, CMM, COM, CD, LL.D. (hon.), D. ès L.(hon.), 2005-2010
- David Lloyd Johnston, CC, CMM, COM, CD 2010-2017
- David Lloyd Johnston, CC CMM COM OQ CD 2017-...

Commandeurs principaux
- Général F.R. Sharp, C.M.M., D.F.C., C.D., 1972
- Général J.A. Dextraze, C.C., C.B.E., C.M.M., D.S.O., C.D., 1972-1977
- Amiral R.H. Falls, C.M.M., C.D., 1977-1980
- Général R.M.Withers, C.M.M., C.D., 1980-1983
- Général G.C. Thériault, C.M.M., C.D., 1983-1986
- Général P.Manson, C.M.M., C.D., 1986-1989
- Général A.J.G.D. de Chastelain, O.C., C.M.M., C.D., C.H., 1989-1993
- Amiral J. Anderson, C.M.M., C.D., 1993-1994
- Général A.J.G.D. de Chastelain, O.C., C.M.M., C.D., C.H., 1994-1995
- Général J. Boyle, C.M.M., C.D., 1995
- Vice-Amiral L.E.Murray, C.M.M., C.D.(par intérim), 1996-1997
- Général M. Baril, C.M.M., M.S.M., C.D., 1997-2001
- Général R.R. Henault, C.M.M., C.D., 2001-2005
- Général R. Hillier, C.M.M., C.S.M.,C.D.,B. Sc 2005-2008
- Général W. Natynczyk, C.M.M., M.S.C., C.D., 2008-
- Charles Bouchard C.M.M., M.S.C., C.D. (Lieutenant-général)
- Notes et références

- (en) Cet article est partiellement ou en totalité issu de l’article de Wikipédia en anglais intitulé « Order of Military Merit (Canada) » (voir la liste des auteurs).

1. 1 2  Distinctions honorifiques et reconnaissance pour les hommes et les femmes des Forces canadiennes, p. 4-9